# Паулу да Гама
Паулу да Гама (порт. Paulo da Gama; 1465, Олівенса — червень 1499, Ангра-ду-Ероішму) — португальський мореплавець, син Ештевана да Гама і старший брат Васко да Гама.

## Біографія
Брав участь у морській експедиції, яка в 1497—1499 роках вперше в історії відкрила морський шлях з Європи до Індії. В експедиції, якою керував Васко да Гама, Паулу командував кораблем «Сан-Рафаел» (порт. «São Rafael'»). Корабель, через брак екіпажу було спалено на зворотному шляху, після чого Паулу перейшов на «Сан-Габріел» (порт. «São Gabriel»). На зворотному шляху до Португалії Паулу важко захворів — різні джерела називають цингу, малярію або туберкульоз. Васко да Гама доставив Паулу на азорський острів Терсейра, де залишався з ним аж до смерті. Тільки поховавши Паулу в монастирі Ангра-ду-Ероішму, Васко да Гама повернувся до Португалію.